# Judy Blair
Pour les articles homonymes, voir Blair.
Judy Blair est une musicienne américaine, pianiste organiste chanteuse et compositrice de jazz, blues, rhythm and blues, et boogie. Virtuose de l’orgue Hammond, sa carrière démarre aux États-Unis dans les années 1960, et continue en France où elle vit depuis 1994.  Elle a réalisé 4 albums solo.

## Biographie

### Débuts
Judy Blair est née le 29 décembre 1948 dans l’est du Texas, dans une famille aux origines écossaise irlandaise, et amérindienne.
Elle apprit à jouer du piano d’oreille très tôt et en jouait déjà à l’église baptiste à 6 ans aux côtés de l’un de ses cousins.
Vers 8 ou 9 ans, elle prit des leçons auprès de Mrs Louise Powell, qui jouait aussi d’oreille et l’aida à développer cette capacité tout en lui enseignant la lecture de la musique.
À 11 ans, elle intégra son premier groupe, un ensemble de jeunes musiciens de jazz locaux de 13 ans et ils gagnèrent le 1er prix à « The Battle of the Bands », une compétition organisée à Shreveport, Louisiana.
Judy Blair commença alors à jouer de l’orgue, passionnée par l’orgue Hammond B3 que possédait son cousin.
Elle écoutait alors essentiellement du Blues et du Rhythm and Blues (entre autres Aretha Franklin, Ray Charles, Otis Redding, Sam Cooke, Marvin Gaye) tout en baignant dans le jazz des années 1940 dont son père était fan, et tout particulièrement la musique de Louis Armstrong.
Elle commença à jouer dans les nightclubs à l’âge de 16 ans, chaperonnée par ses parents, et se produisit avec un groupe nommé Larry Stanley and The One Eyed Jacks.

### Période Américaine
À 17 ans, Judy Blair commença à faire quelques sessions d’enregistrement à l’orgue Hammond B3 au studio Robin Hood Brian à Tyler (Texas).
Elle y enregistra en particulier un « single » intitulé “Old Laces” avec le groupe The Glory Rhodes. Paul Varisco, un musicien qui était venu au studio et assista à la session, lui proposa une place dans son groupe Paul Varisco & The Milestones, un ensemble de rhythm and blues de 9 musiciens de la Nouvelle Orleans qui incluait entre autres un batteur renommé, « Big » Johnny Thomassie.
Elle déménagea à la Nouvelle Orleans en 1967, à l’âge de 18 ans, pour les rejoindre.
En 1969, Judy et Johnny quittèrent ce groupe pour rejoindre un autre groupe de rhythm and blues nommé "Eternity's Children", qui avait entre autres enregistré un titre populaire dans les hit parades du sud des États-Unis, « Mrs. Bluebird ». Ce groupe connut différentes formations, Judy y remplaça Mike MacClain qui devait partir faire son service militaire.
Judy travailla avec "Eternity's Children" pendant 9 mois avant de retourner au Texas former le groupe « Love Era » avec le batteur Dino Vera, qu’elle avait rencontré à la Nouvelle Orleans. Love Era tourna de 1970 à 1984 au Texas, en Californie, au Nouveau Mexique, au Colorado, en différentes formations contenant le plus souvent 4 personnes dans lesquelles Judy Blair jouait de  l’orgue Hammond B3.
Après un intermède de 2 ans aux Caraïbes (à Saint Martin) à partir de 1986  avec un groupe nommé "Tropix", elle revint aux États-Unis où elle gagna sa vie en jouant du jazz du blues et du rhythm and blues 6 nuits par semaine dans des clubs. Ses influences étaient Jimmy Smith, Jimmy McGriff, Richard “Groove” Holmes, Oscar Peterson sans oublier Ray Charles.
Elle vécut entre autres à Dallas, Los Angeles et Carmel en Californie, et à Santa Fe au Nouveau Mexique, menant une vie essentiellement nomade puisqu’il était alors facile de décrocher des contrats stables qui permettaient de jouer dans un même club pendant un ou deux mois, voire plus.

### Période Française
En 1994 Judy Blair déménagea en France pour s’établir dans la région du Quercy près de Cahors dans le département du Lot. 
Passant plus de temps à écrire et composer, elle enregistra et publia 4 albums solos,, qui contiennent tous certaines de ses compositions originales :
- En 1997, elle enregistra et produisit en France l’album “Les Couleurs du Noir et Blanc », sur lequel elle joue du piano solo et y chante des balades, ainsi que des standards américains.
- En 1999, elle enregistra “The Other Place” à Dallas (Texas) en collaboration avec son frère Donny Blair (guitare)[2], Bruce Tate (basse) et Dino Vera (batterie). Judy y joue du piano et de l’orgue Hammond B3. L’album inclut aussi des compositions originales de Donny Blair.
- En 2000, en collaboration avec Alvin Queen (batterie)[2], elle enregistra l’album “Close Encounter” à New-York, sur lequel elle chante et joue de l’orgue Hammond B3. Cet album inclut aussi son frère Donny Blair (guitare), Houston Person (tenor-sax), et Reggie Johnson (basse).
- En 2005, Judy retourna à Dallas (Texas) pour enregistrer son 4e album “Sunshine”[6] sur lequel elle chante et joue du piano et de l’orgue Hammond B3 aux côtés de son frère Donny Blair (guitare), Abdu Salim (tenor sax), Christian « Ton Ton » Salut (batterie)[7] et Lucky Peterson en artiste invité (chant, piano, et orgue Hammond B3 sur deux des morceaux). Tous les morceaux sur cet album sont composés par Judy, l’un d’eux étant co-écrit avec Lucky Peterson.

Judy Blair donne de nombreux concerts appréciés sous son nom ou avec d’autres musiciens, en particulier dans des festivals de jazz ou de blues en France (trois fois à Jazz in Marciac en 1995 1998 et 2006, deux fois au Festival de blues de Cahors en 1996 et 2009, Aiguillon, Montauban, Mirepoix, Le Touquet, Villeneuve sur Lot Jazz & Blues Festival, Riom International Piano Festival, Monségur 24 hours swing, Enghien les Bains, Toulouse, Souillac, Vaison-La-Romaine,) ou à l’étranger :
en Espagne à l’Autumn Jazz Festival en Castille avec Alvin Queen à la batterie et Reggie Johnson à la basse et aussi à Leon, Valladolid, Reus, Palencia, Barcelone ; en Tunisie au Tabarka Jazz Festival en 2006 avec Abdu Salim (saxophone), Christian « Ton Ton » Salut (batterie) ; en Sicile, à Syracuse et à Catane en 2007, avec Sarah Morrow (trombone) et Julie Saurey (batterie). Elle participa à un film pour la télévision japonaise avec Dino Vera à la batterie.
Judy organise des concerts de charité pour les causes qui lui tiennent à cœur : SOS New Orleans en 2005, SOS Haïti en février 2010 à Cahors (où elle invita son ami Gary Brooker,, chanteur clavier fondateur et leader du fameux groupe Procol Harum. Pour la Saint-Sylvestre 2009 et 2010, elle fut invitée par Gary à donner des concerts à Woking en Angleterre aux côtés de Gary Brooker, Eric Clapton, et son groupe qui incluait Andy Fairweather Low et Dave Bronze.
Judy Blair et Gary Brooker ont donné deux concerts à l’Abbaye Nouvelle près de Cahors en aout 2010 et 2011,.
Judy joua et chanta également lors de deux « soirées de Blues et Rock » en tant que membre du groupe « Gary Brooker and Friends » à Le Vigan en aout 2013 avec aussi Andy Fairweather Low (guitare et chant) Dave Bronze (basse) et Paul Beavis (batterie),,.
Elle joua en duo avec Serge Oustiakine à la contrebasse à Albas en juin 2013.
Elle donna un concert solo à Lherm pour la Saint Valentin en février 2014,,.
Le 7 mai 2014, elle a donné à Cahors un concert consacré au rhythm and blues des années 1960 en duo avec François Bréant (compositeur, chanteur, clavier, arrangeur et réalisateur). Ce concert était organisé par les Rotary Club de Cahors au profit de la recherche sur les maladies rénales de l’enfant,,,

## Vie personnelle
Judy Blair est la sœur du guitariste de jazz Donny Blair.
Judy Blair est mariée à Jack Lestrade, artiste aquarelliste Franco-Américain
.

## Discographie
- Les Couleurs du Noir et Blanc (1997)
- The Other Place (1999)
- Close Encounter (2000)
- Sunshine (2005)